# Manuela Bosi
Manuela Bosi (Voghera, 13 aprile 1981) è un'ex calciatrice italiana, di ruolo difensore.
È laureata in scienze motorie e in seguito ha conseguito due master: uno in rieducazione visuo-posturale e il secondo in traumatologia dello sport.

## Caratteristiche tecniche
Terzino sinistro, nel Torino cambia ruolo divenendo difensore centrale nella retroguardia a quattro.

## Carriera
Ha iniziato a giocare a calcio all'età di quattordici anni nelle giovanili dell'Alessandria. Nella stagione 2002-2003 con la società grigia fa il suo esordio nel campionato di Serie B, in seguito divenuto A2. Vestendo la maglia della prima squadra dell'Alessandria per quattro stagioni, fino al 2005-2006, lasciando la società dopo un totale di dieci anni tra vivaio e prima squadra.
Alla fine del campionato 2005-2006 viene acquistata dal Torino, che le dà l'opportunità di giocare in Serie A. Con la maglia granata sfiora subito la vittoria di campionato, Coppa Italia e Supercoppa Italiana. Incredibile la sconfitta in finale contro il Bardolino nella Coppa Italia 2006-2007: all'andata le granata perdono in trasferta per 3-1, e nella partita di ritorno allo stadio Nebiolo di Torino la squadra allenata da Padovan riesce a riequilibrare la partita, arrivando a giocarsi il primo successo nazionale nella sua storia ai calci di rigore. Le difese del Torino vedono stagione dopo stagione la presenza fissa al centro della difesa della calciatrice lombarda; nella stagione 2011-2012 taglia e supera il traguardo delle 100 presenze in granata.
Dopo sette anni in granata, decide di sposare il nuovo progetto dell'Alessandria che la chiama per dare esperienza alla squadra che inizia la stagione 2012-2013 con l'obiettivo di conquistare la promozione in serie A. Veste la maglia grigia sino a fine campionato congedandosi con un tabellino personale di una rete su 21 presenze.
Durante il calciomercato estivo 2013 trova un accordo con il Luserna per giocare la stagione 2013-2014 in Serie B dopo aver ottenuto il ripescaggio. Con il Luserna gioca anche il campionato successivo nel quale contribuisce a conquistare la storica promozione in Serie A che le era sfuggita all'ultima giornata la stagione precedente.